# Karaindaš I.
Karaindaš I. byl kassitský král Babylonie v 15. století př. n. l.
S Asýrií, kde v té době vládl král Aššur-bél-nišéšu, podepsal Karaindaš kolem roku 1415 př. n. l. obnovenou smlouvu o hranicích mezi oběma státy (předchozí smlouva vytyčovala hranici na středním toku Tigridu a byla uzavřena mezi Puzur-Aššurem III. a Burna-Buriašem I. kolem r. 1510 př. n. l.). V Uruku Karaindaš nechal postavit chrám a v nápisech se připodobňuje (stejně jako jeho předchůdci) k manželovi bohyně Inanny – pastýři Dumuzimu – co naznačuje, že zde uzavřel posvátný manželský svazek.
V dalších nápisech se zavazuje, že i když je z Kassitů, bude nadále pokračovat ve starých kulturních tradicích Sumeru a Akkadu. Akkadské jméno pak dal alespoň jednomu ze svých synů. Karaindaš přijal titul „král Babylonu, král Sumeru a Akkadu, král Kassitů a král Kar-Duniaše“ (Šàr Ka-ru-du-ni-ia-aš, „Území bohů, darujících zemi“, což byl v kassitštině název pro dolní Mezopotámii). Na ochranu území před útoky Amoritů nechal postavit na okraji pouště pevnosti.
Údaje o počtu let a přesné době jeho panování se nedochovaly.